# Alicia Vela Cisneros
Alicia Vela Cisneros (Villalengua, Saragossa, 1950) és una artista aragonesa, pintora, gravadora i docent a la Facultat de Belles Arts a la Universitat de Barcelona i doctora en Belles Arts.

## Biografia
Des de 1979 ha participat en nombroses exposicions, la primera individual va ser el 1982 a la galeria Amagatotis de Barcelona. El 1984 va guanyar el primer premi de gravat de la XI bienal de IBIZAGRAFIC, convocat pel Museu d'Art Modern d'Eivissa. A partir de 1986 va recrear un univers simbòlic amb figures humanes molt esquematitzades. Més endavant es va decantar cap a l'abstracció amb un toc de surrealisme: formes embrionàries, agressives, dentades, geomètriques, cercles i hexàgons que recorden la bresca de les abelles, etc. Té obra a Espanya, Europa, Argentina, EUA i Japó. El 1999 va guanyar la medalla de bronze de la Egyptyan International Print Triennale i a partir del 2000 va dirigir el grup IMARTE, centrat en l'estudi del mitjà digital en l'àmbit de l'art imprès. Com a professora, ha dirigit nombroses tesis doctorals i ha tutoritzat projectes dels alumnes del màster de Producció i Investigació Artística. Va col·laborar amb Lina Vila en la instal·lació de l'exposició La sala de Lectura, a Saragossa. Del 2006 a 2008 va formar part de la comissió de programes de Hangar i a partir del 2013 va continuar com a membre del Patronat.
El 2014, amb Eugeni Agustí i Eloi Puig va publicar el llibre Metametodo-Metodologias compartidas, un diàleg entre l'art i la ciència en què els autors exposen, a través de la pràctica artística i l'assaig, diverses maneres d'aproximació a una realitat constantment reformulada per les descobertes científiques i una reflexió sobre la intervenció de l'art en els canvis de mentalitat i comportament.
El gener 2022, la Universitat de Saragossa va presentar al Paranimf una selecció de l'obra de Vela, amb pintures, gravats i dibuixos entre 1982 i 2007. A l'abril del mateix any va col·laborar amb la Fundació Suñol en una l'exposició sobre els resultats de la investigació del grup INTRA de la Facultat de Belles Arts de Barcelona.

## Exposicions rellevants[3][16]
1999 - Between the skin and the Distance. E. Carbó, J. Codesal, J. Peñafiel, Alicia Vela. Wall's drawings. Salvador Dalí.
Museum St. Petersburg, Florida. EUA.
Egyptian International Print Triennale. Caire. Egipte. Catàleg.
Biennale du Libre D'artiste. Saint-Yrieix-la-Perche. França.
2000 - Notas para un amante. Exposició individual. Galería René Metras. Barcelona. Catàleg.
Érase una vez? Exposició individual. Galería Lausin Blasco. Saragossa. Catàleg.
Grabado contemporáneo de Barcelona. Museo del Grabado. Buenos Aires. Argentina.
Fons d'art de la Fundació Eina. Centre Cultural Torre Vella. Salou. Tarragona. Catàleg.
Biennals 1990-1999 (adquisicions). Sala Martínez Guerricabeitia. València. Catàleg.
Prova déstal. Can Palaut. Mataró. Barcelona. Catàleg.
2001 - Living Minuta. The MArk on the Wall. Wall's drawings. Selvy GAllery. Sarasota, Florida. EUA
13L. Artist's book. Museu de Sant Pol de Mar. Barcelona 
Sculture and space. Museo Pablo Serrano. Saragossa. Catàleg.
Biennale 15x10. Conflans-Ste. Honorine. París. França. Catàleg.
2002 - Esenciales. Paraninfo Univerisdad de Zaragoza. Catàleg.
13L. Artist's book. Espai D'Art. Terrsasa. Barcelona.
3ª Trienal Estampa contemporánea. Palacio Revilladiego. Gijón. Astúries. Catàleg.
Gallery ARTBOX. Tòquio. Japó.
2003 - EN ROUTE 2003 - Art on European Roads. Saragossa - Fuentedetodos (Spain) - Belzig (Germany - Brandenburg) - Lodz (Poland). Catàleg.
Imágenes de mujer en la plástica española del s. XX. Museo Pablo Gargallo. Saragossa. Catàleg.
2004 - ARCO/04. Galería Spectrum. Madrid.
Aires bizarros. Diputación de Huesca. Osca. Catàleg.
Gráfica/14. Prints. Museo del Grabado. Màlaga. Catàleg.
Contemporany Print Barcelona-Japón, impressions digitals i litogràfiques sobre paper Inshu. Aoya. Japó.
2005 - Todas del mismo jardín. Exposició indiviidual. UNED. Calatayud. Saragossa. Catàleg.
Erzählungen/Relatos. Frauen Museum-Kunst. Kultur. Bonn. Alemanya. Catàleg.
Erzählungen/Relatos. Kunsbunker Tumulka. Munich. Alemanya.
Erzählungen/Relatos. Paraninfo, Saragossa, instal·lació. Catàleg.
13L. Artist's book. Escola d'Arts i Oficis. Terrassa. Barcelona.
2006 - Identidades. Paraninfo, Saragossa. Catàleg.
13L. Artist's book. Spazio Overseas. Brecia. Itàlia.
13L. Artist's book. Galería Ferran Cano. Palma de Mallorca.
2007 - 13L. Space Gallery. Polònia. Catàleg.
2008 - Schnittatelle Duckgraphik II. Neue Galerie Landshut in Gotischen Stadel. Münhelninsel. Landshut. Alemanya.
SALZ der Stoff, aus dem die Stadt entstand. Munich. Alemanya. Catàleg.
Siete Artistas Aragonesas. Galería A de Arte. Saragossa. Catàleg.
2009 - UN (verano), DOS (veranos)...TRES (veranos). Galería A de Arte. Saragossa.
2010 - A través del cristal. Exposició individual. Galería René Metras Barcelona 
Sala de lectura. Alicia Vela y Lina Vila. Casa de la Mujer. Saragossa. Catàleg.
Il Viaggio del Corpo, Creacione/Mutacione. Progetto Amazzone. Palermo. Itàlia.
13L. Arts Libris. Arts Santa Mònica. Barcelona.